# Monza (ciutat d'Itàlia)
Monza (en llombard Monscia, pronunciat localment [ˈmonʃa], en milanès [ˈmunʃa]) és un municipi italià de la regió de la Llombardia. És la capital de la província de Monza i Brianza. L'any 2006 tenia 121.445 habitants. Antigament va tenir els noms de: Moguntiacum i Modicia. Tres coses donen renom a aquesta ciutat: pel seu circuit automobilístic, per guardar a la seva catedral el tresor dels reis longobards i el seu parc de 685 hectàrees.

## Geografia
La ciutat està situada a l'altiplà de la llombardia, a l'extrem meridional de la comarca anomenada Brianza, a una altitud de 162 msnm; dista uns 15 quilòmetres del centre de Milà i a uns 40 quilòmetres de Lecco i Como. Monza és el segon municipi més poblat de l'àrea metropolitana de Milà.
El seu territori està travessat de nord a sud pel riu Lambro. A l'entrada nord del centre històric del municipi, entre els carrers Zanzi i Aliprandi, hi ha una bifurcació del riu creada artificialment la primera dècada del segle xiv per fer de barrera defensiva (anomenat Lambretto) que es torna a unir al curs principal del Lambro a la seva sortida al sud de les antigues muralles. Un altre curs d'aigua artificial és l'anomenat Canal Villoresi, realitzat al segle xix que travessa el territori de Monza d'oest a est retrobant-se amb el Lambro al límit nord del barri de San Rocco.

## Economia

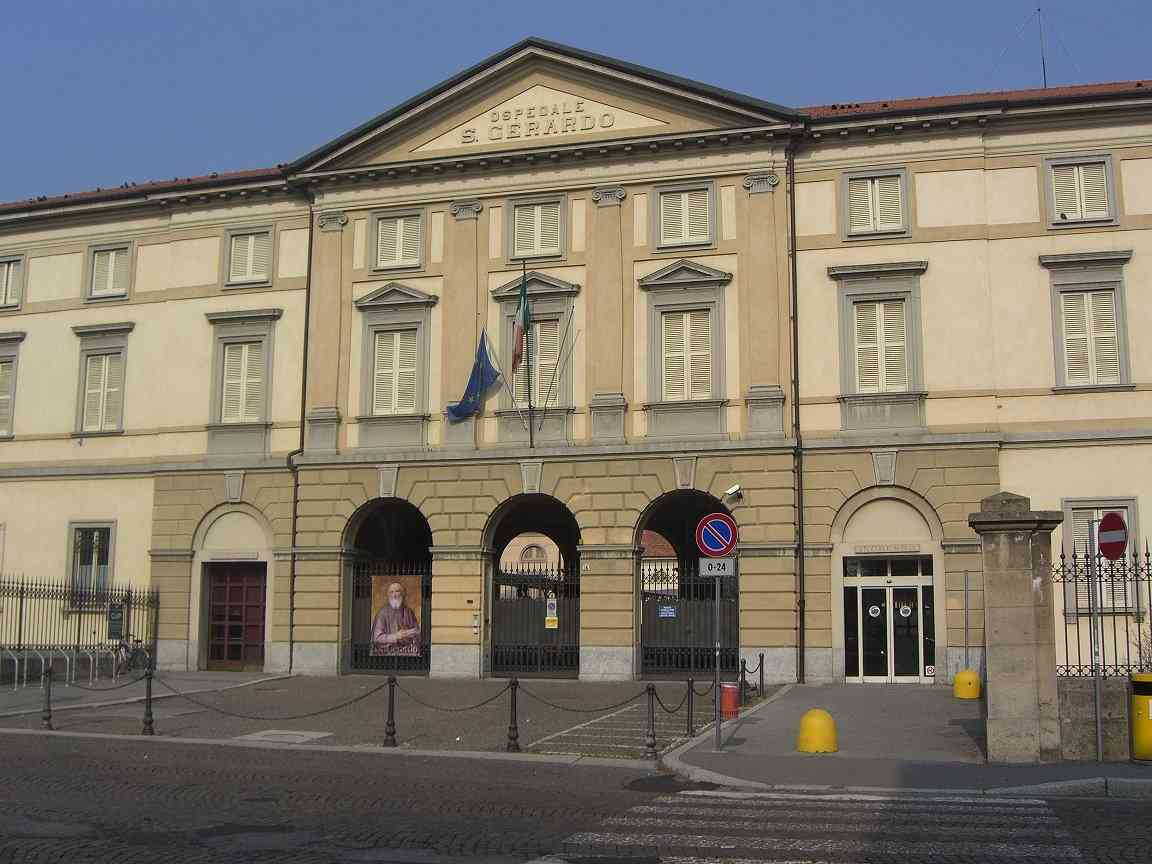
Seu a Monza de la Universitat dels Estudis Milano-Bicocca

Monza és una ciutat molt ben comunicada, cosa que afavoreix dos sectors econòmics: el de serveis i l'industrial. Pel que fa als serveis aquest municipi és la seu de diverses universitats i ministeris: 
- Ministeri d'Economia i Finances,
- Ministeri del Desenvolupament Econòmic,
- Departament per les reformes institucionals,
- Departament per la Simplificació Normativa,
- Departament de Turisme.

A més Monza forma part de la zona industrial de la Brianza, que és la protagonista italiana de la segona revolució industrial, estant al centre del triangle format per Milà, Gènova i Torí. En aquesta zona es va construir la primera línia ferroviària del país (1840), també fou la primera a tenir autonomia elèctrica (1899), això va impulsar el desenvolupament industrial en detriment dels tradicionals treballs relacionats amb el camp i els qui van optar per continuar amb aquestes feines les van tecnificar per treure'n el màxim rendiment.
A Monza les indústries punteres són les dedicades a la producció de mobles, l'automoció, però sobretot la seda, el lli entre altres tèxtils, la confecció de barrets, guants i catifes.

## Evolució demogràfica
L'especial situació econòmica de Monza és la causa principal de la tendència a l'augment demogràfic que s'observa en el següent gràfic.

## Història

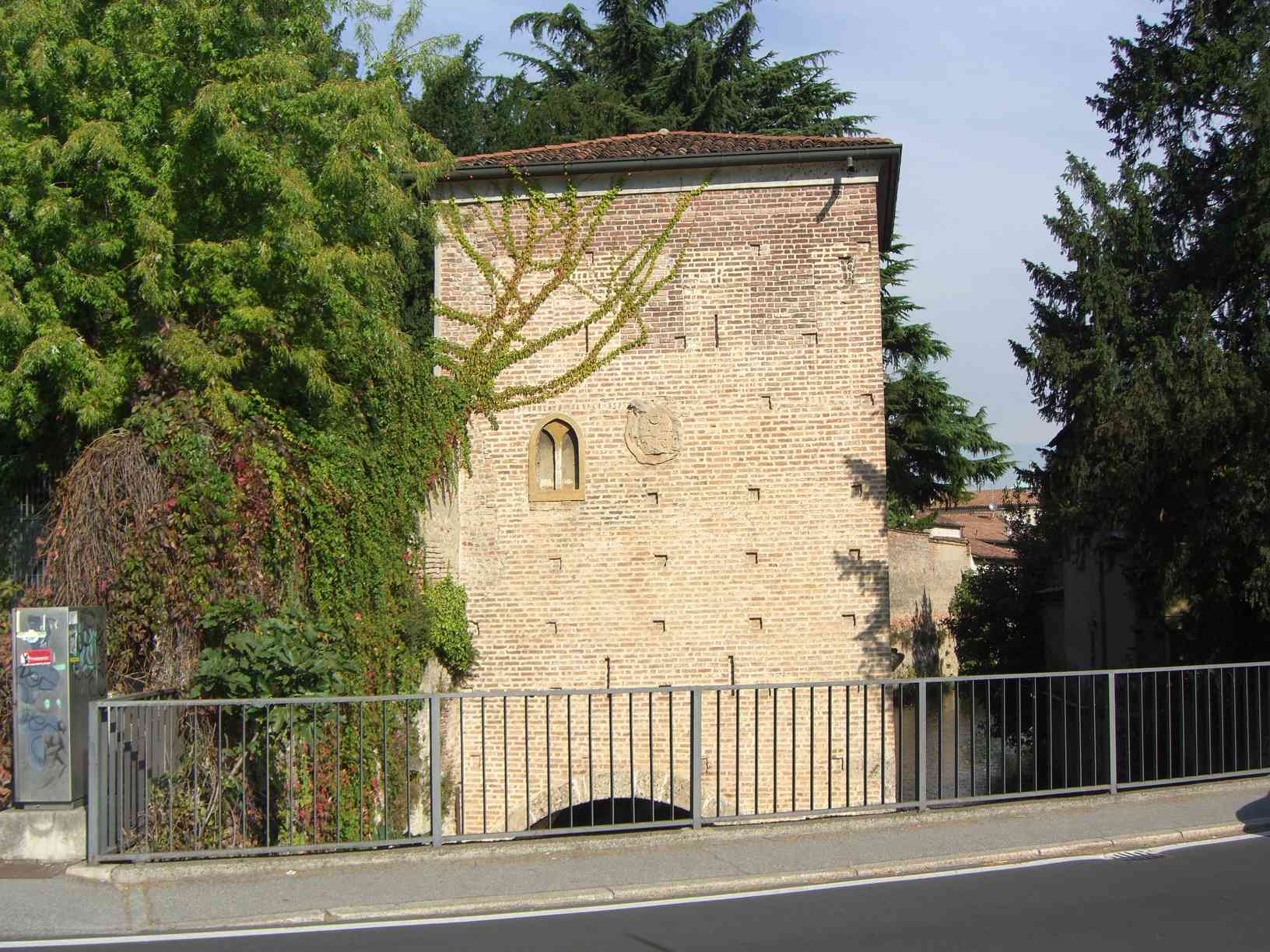
Torre dels Visconti

Antigament Monza era territori dels ínsubres, dels quals se n'han trobat algunes restes, objectes que estan exposats als Musei Civici (Museu de la Ciutat).
En època romana era citada pel nom de Moguntiacum, però altres autors assenyalen que el vicus de Modicia, podria ser l'origen del seu nom. La ciutat va conèixer un període de particular rellevància política i d'intens desenvolupament artístic durant el segle vii, quan fou residència d'estiu escollida per la reina Teodolinda. Després la ciutat va passar a formar part del Sacre Imperi Romanogermànic, però amb amples marges d'autonomia, i a finals del segle xi va quedar dins del ducat de Milà. Al segle XIII va adquirir la categoria de ciutat lliure i al segle següent Monza va entrar en els dominis dels Visconti de Milà. Durant un temps va estar sota control espanyol i més tard sota control austríac fins que el 1859, passava a formar part del Regne de Sardenya-Piemont i el 1861 del Regne d'Itàlia. El 29 de juliol del 1900 fou assassinat a Monza, per mà de l'anarquista Gaetano Bresci, el rei d'Itàlia Humbert I. El 1910 fou enllestida la Capella Expiatòria, construïda en memòria dels deu anys de la mort d'aquell rei.

## Escut heràldic
L'escut heràldic de la ciutat de Monza té la forma d'un escut rectangular de color blau, a l'interior del qual està representada la corona fèrria i la creu de Berenguer I d'Itàlia. L'escut està voltat per una cinta amb la inscripció en llatí :«Est Sedes Italiæ Regni Modœtia Magni» (traducció:"Monza és la capital del grandiós Regne d'Itàlia"), i per fora està ornat amb dues branques d'olivera i de roure lligades amb un llaç roig.

## Llocs d'interès cultural

### Arquitectura religiosa
- La Catedral, conté la tomba dels reis dels Longobards i un museu on està la corona fèrria i altres tresors.

- Església de sant Gerard
- Església de sant Gerardino
- Església de Sancto Gerhardo
- Església de Santa Maria al Carrobiolo
- Església de Santa Maria delle Grazie
- Església de San Maurizio
- Església de Santa Maria in Strada
- Església de San Pietro martire
- Església de Santa Maria degli Angeli
- Església de Santa Maria Maddalena e Santa Teresa
- Església de Chiesa di San Biagio
- Església de Santa Gemma
- Església de San Giuseppe
- Església de San Pio X
- Església de sant Roc
- Església del Sagrat Cor
- Església de Sant Gregori
- Església de Santa Marta
- Església de Sant Alexandre
- Església de Sant Fructuós
- Santuari del Carmel
- Claustre dels Humiliats

Capelles
- Capella de la Vil·la Reale
- Capella de vil·la Mirabello
- Capella Expiatòria
- Capella del Cementiri

### Arquitectura civil
- L'Arenario, l'antiga llotja del 1228.

Vil·les i palaus
- Casa-torre dei Gualtieri
- Col·legio Bosisio
- Institut Leone Dehon
- Palau Calloni
- Vil·la Archinto Pennati
- Villa Carminati-Ferrario
- Palau Crivelli Mesmer
- Vil·la Dosso-Biffi
- Vil·la Durini, la Grassa
- Vil·la Mirabello
- Vil·la Mirabellino
- Vil·la Pallavicini-Barbò
- Vil·la Pennati
- Vil·la Prata
- Vil·la Torneamento
- Vil·la Reale,(el més important)

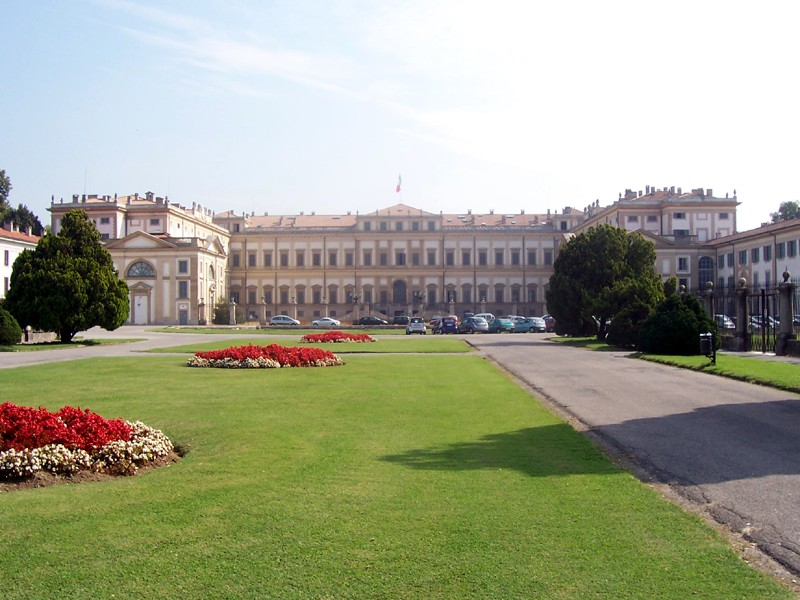
La villa reale, palau residencial de Ferran d'Àustria-Este, construït el 1777 per l'arquitecte Giuseppe Piermarini.

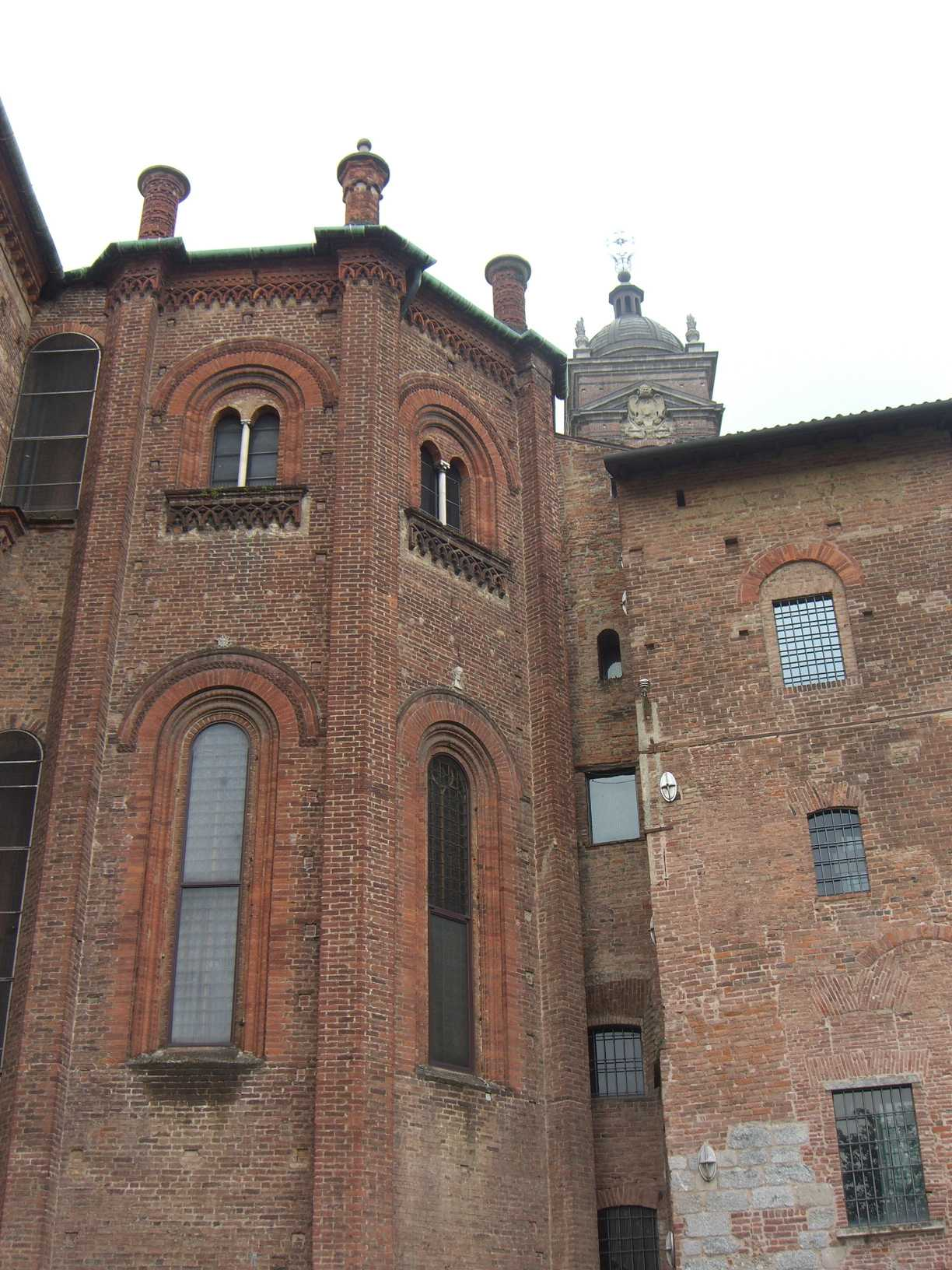
Torre longobarda del, adossada a la capella de Teodolinda a la catedral

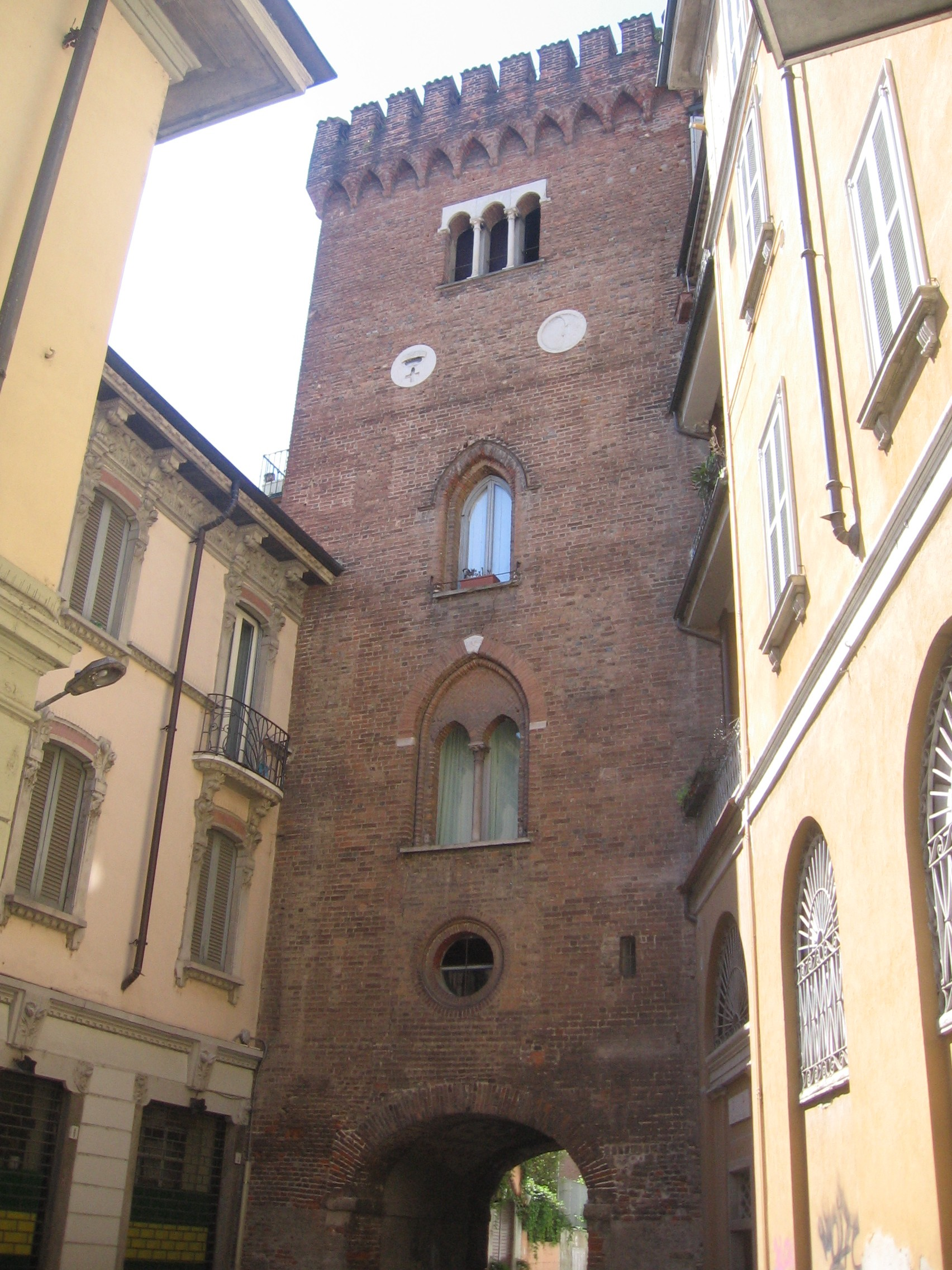
Torre Port scur, segona torre del palau dels longobards, restaurada en èpoques posteriors i encara habitable

- Torre longobarda, és la torre que en resta de l'antic palau del segle VI[7]
- Casa dels Decumani, del segle xiii.[b]
- Torre de Teodolinda o de Port scur, és una altra torre que encara resta de l'antic palau.
- Torre dels Visconti (1808)
- Palau de justícia (s.XVII)

| Ponts - Pont d'Arena - Pont dels Lleons - Pont de les Gràcies - Pont de Sant Gerardino - Pont del Parc de Monza | Monuments - Monument a Víctor Manuel II - Monument a Garibaldi - Monument a Mosè Bianchi - Monument als Caiguts - Font de les granotes - Font de Giò Pomodoro - Estàtua de sant Carles Borromeo - Estàtua de Sant Miquele |

- circuit automobilístic, inaugurat el 1922.

### Edificis desapareguts
- Palau de Teoderic
- Palau de Teodolinda,
- La primera basílica de sant Joan Baptista
- El Pratum magnum
- El Castell dels Visconti
- La muralla medieval
- L'església de Sant Francesc
- L'església de Sant Miquel
- El Teatre ducal

### Museus
- Museu de la catedral
- Museu Cívic
- Museu etnològic
- Molí Colombo

## L'entorn natural

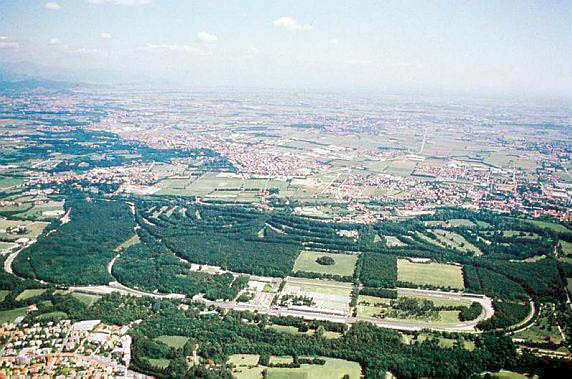
Vista aèria del Parc de Monza i de l'autodrom

El parc de Monza és un dels principals parcs històrics d'Europa, i el més gran envoltat de murs. Té una superfície d'aproximadament 685 hectàrees i està situat al nord de la ciutat. Juntament als jardins de la Vil·la Reale, aquest parc és un inavaluable complex natural, històric, arquitectònic i monumental.
El parc de Monza es va crear per desig d'Eugeni de Beauharnais, fillastre de Napoleó i Virrey del Regne d'Itàlia, com a complement a la Vil·la Reale, edific construït unes dècades abans per a ús de la família reial austríaca. El projecte va ser confiat a l'arquitecte Luigi Canonica; els treballs van començar en 1806 i van acabar el 1808. Després de la caiguda de Napoleó, el parc va passar a ser propietat de l'Estat austríac i del Regne d'Itàlia. El rei Humbert I sovint residia a la Vil·la Reale, però després del seu assassinat (29 de juliol del 1900) els Savoia van deixar la Vil·la i el parc, i la seva gestió va ser confiada a la institució estatal Opera Nazionale Combattenti. El 1920 va passar a ser administrada per un consorci format per la ciutat de Monza, la de Milà i la Societat Protectora d'Animals. En els anys següents se'ls va donar grans àrees en concessió per a la construcció d'instal·lacions esportives: el 1922 es va construir l'Autodromo di Monza al parc nacional del nord, i l'hipòdrom (que ja no existeix) entre les vil·les Mirabello i Mirabellino; el 1928 el camp de golf. Aquest últim aviat es va convertir en un dels circuits més famosos i prestigiosos i és la raó principal per a la reputació de la ciutat.

## Celebracions
- Fira de Sant Gerard, 5 de juny, activitats religioses.
- Fira de Sant Joan, 24 de juny, desfilada medieval.
- Fira de la Mare de Déu de les Gràcies, mercat de dolços.
- Festa del Santo Chiodo, processó exhibint la corona de ferro.
- Mercat dels antiquaris, el segon diumenge de cada mes.
- Concurs internacional de les roses.
- Gran Premi d'Itàlia de Fórmula 1, el segon diumenge de setembre